# Carcharhinus amblyrhynchos
El tiburón gris (Carcharhinus amblyrhynchos) es una especie de elasmobranquio carcarriniforme de la familia Carcharhinidae. Es uno de los tiburones más comunes en el Pacífico, desde el Mar Rojo hasta la Isla de Pascua. Generalmente se encuentran a 250 metros de profundidad. También se tienen constancia de él cerca de islas, regiones coralinas o rocosas. 

## Características
Tal y como su nombre sugiere, su color es mayoritariamente gris, con un superficie inferior blanca. Las extremidades de la mayoría de las aletas, excepto las primeras aleta dorsal, son más oscuras, y la aleta caudal tiene un margen negro prominente. Algunos individuos tienen un patrón blanco en el borde principal de laguna aleta dorsal. Los más grandes llegan a medir 2,55 m. Puede confundirse fácilmente con el tiburón punta negra, con la diferencia de que éste tiene la primera aleta dorsal negra.y viven en mares oscuros 
en mares oscuros 

## Comportamiento
Son activos durante el día, pero más durante la noche, alimentándose de cefalópodos como calamares, pulpo, y varios crustáceos como cangrejos y camarón.
Son una especie social, que generalmente se agrupan donde hay corrientes fuertes. Son a menudo curiosos y les gusta investigar y zambullirse o bucear. Aunque han estado implicados en ataques a personas, se cree que ha sido debido a la percepción de peligro por los bañistas. Cuando se sienten amenazados se les puedes reconocer por la forma de "S" que adapta su cuerpo. 
Normalmente una madre suele tener entre 1 y 6 tiburones cada vez que se reproduce.

## Interacción con los humanos

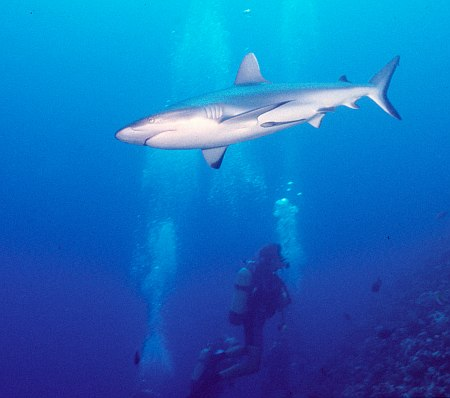
Tiburón gris de arrecife (Carcharhinus amblyrhynchos). Tiburón gris fotografiado en Rangiroa, archipiélago de Tuamotu, Polinesia Francesa, en noviembre de 2002, a una profundidad de aproximadamente 20 metros.

Los tiburones grises de arrecife suelen sentir curiosidad por los buceadores cuando entran por primera vez al agua y pueden acercarse bastante, aunque pierden interés en las inmersiones repetidas. [4] Pueden volverse peligrosos en presencia de comida y tienden a ser más agresivos si se encuentran en aguas abiertas que en el arrecife. [14] Ha habido varios ataques conocidos a pescadores submarinos , posiblemente por error, cuando el tiburón golpeó al pez arpón cerca del buzo. Esta especie también atacará si es perseguida o acorralada, y los buzos deben retirarse inmediatamente (lentamente y siempre de cara al tiburón) si comienza a realizar una exhibición de amenaza. [4] No se debe intentar fotografiar la exhibición, ya que se sabe que el flash de una cámara ha provocado al menos un ataque. [3] Aunque son de tamaño modesto, son capaces de infligir daños significativos: durante un estudio de la exhibición de amenazas, un tiburón gris de arrecife atacó el sumergible de los investigadores varias veces, dejando marcas de dientes en las ventanas de plástico y mordiendo una de las hélices. . El tiburón lanzaba constantemente sus ataques desde una distancia de 6 m (20 pies), que podía cubrir en un tercio de segundo. [15] En 2008, el Archivo Internacional de Ataques de Tiburones enumeró siete ataques no provocados y seis provocados (ninguno de ellos fatal) atribuibles a esta especie. [30]
Aunque todavía abundan en sitios prístinos, los tiburones grises de arrecife son susceptibles a un agotamiento localizado debido a su lenta tasa de reproducción, requisitos de hábitat específicos y tendencia a permanecer dentro de un área determinada. La UICN ha evaluado al tiburón gris de arrecife como en peligro de extinción; este tiburón se captura en pesquerías de múltiples especies en muchas partes de su área de distribución y se utiliza para diversos productos como sopa de aleta de tiburón y harina de pescado . [2] Otra amenaza es la continua degradación de los arrecifes de coral debido al desarrollo humano. Hay evidencia de disminuciones sustanciales en algunas poblaciones. Anderson y cols. (1998) informaron que en el archipiélago de Chagos, el número de tiburones grises de arrecife en 1996 había caído al 14% de los niveles de los años setenta. [31] Robbins y cols. (2006) encontraron que las poblaciones de tiburones grises de arrecife en las zonas de pesca de la Gran Barrera de Coral habían disminuido en un 97% en comparación con las zonas de prohibición de entrada (no se permiten embarcaciones). Además, las zonas de prohibición de pesca (se permiten embarcaciones pero se prohíbe la pesca) tuvieron los mismos niveles de agotamiento que las zonas de pesca, lo que ilustra el grave efecto de la caza furtiva . Las proyecciones sugirieron que la población de tiburones caería al 0,1% de los niveles previos a la explotación dentro de 20 años sin medidas de conservación adicionales. [32] Una posible vía para la conservación es el ecoturismo , ya que los tiburones grises de arrecife son adecuados para empresas de observación de tiburones, y los sitios de buceo rentables ahora disfrutan de protección en muchos países, como las Maldivas. [6]

## Galería

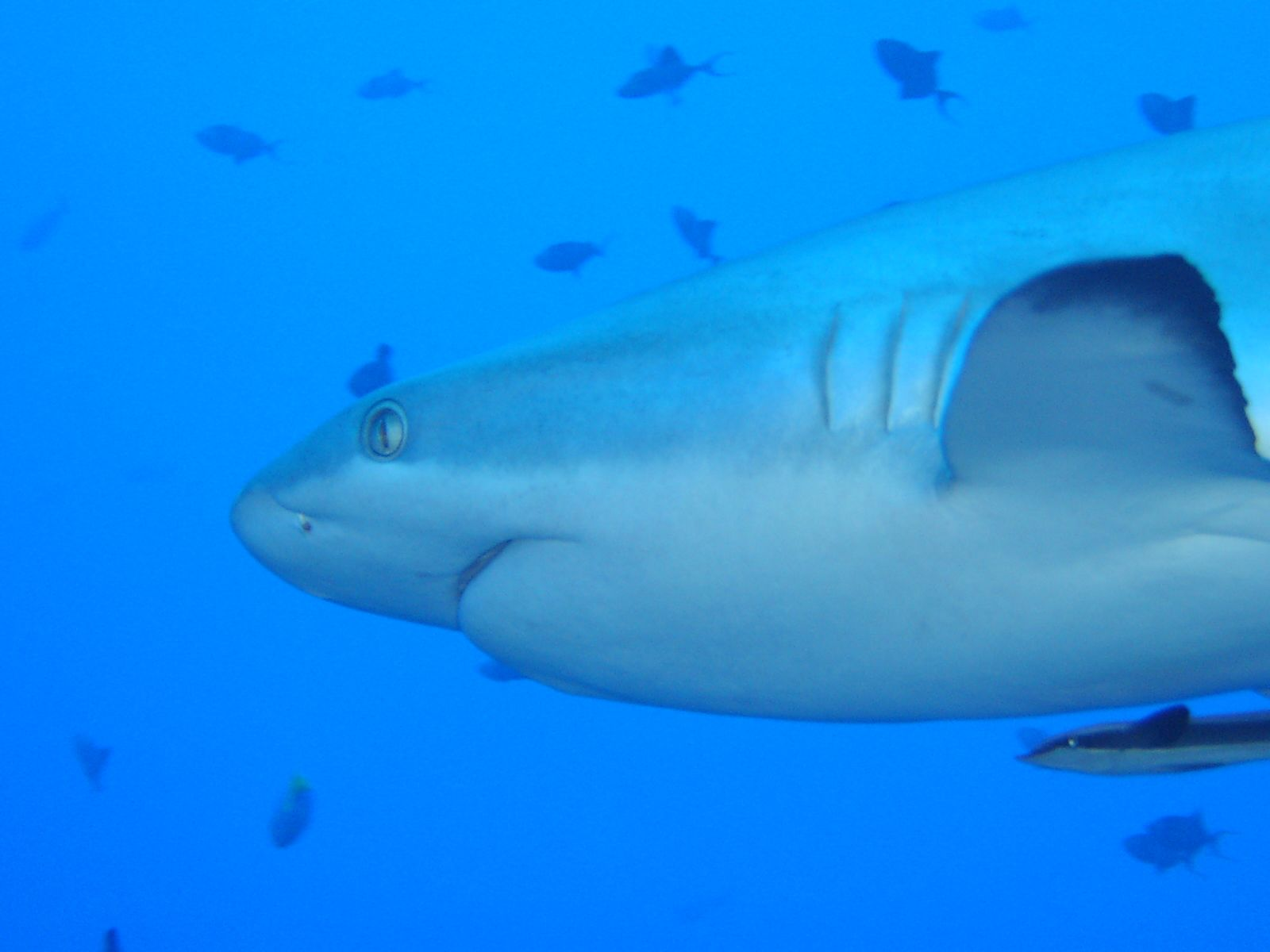
Tiburón gris.
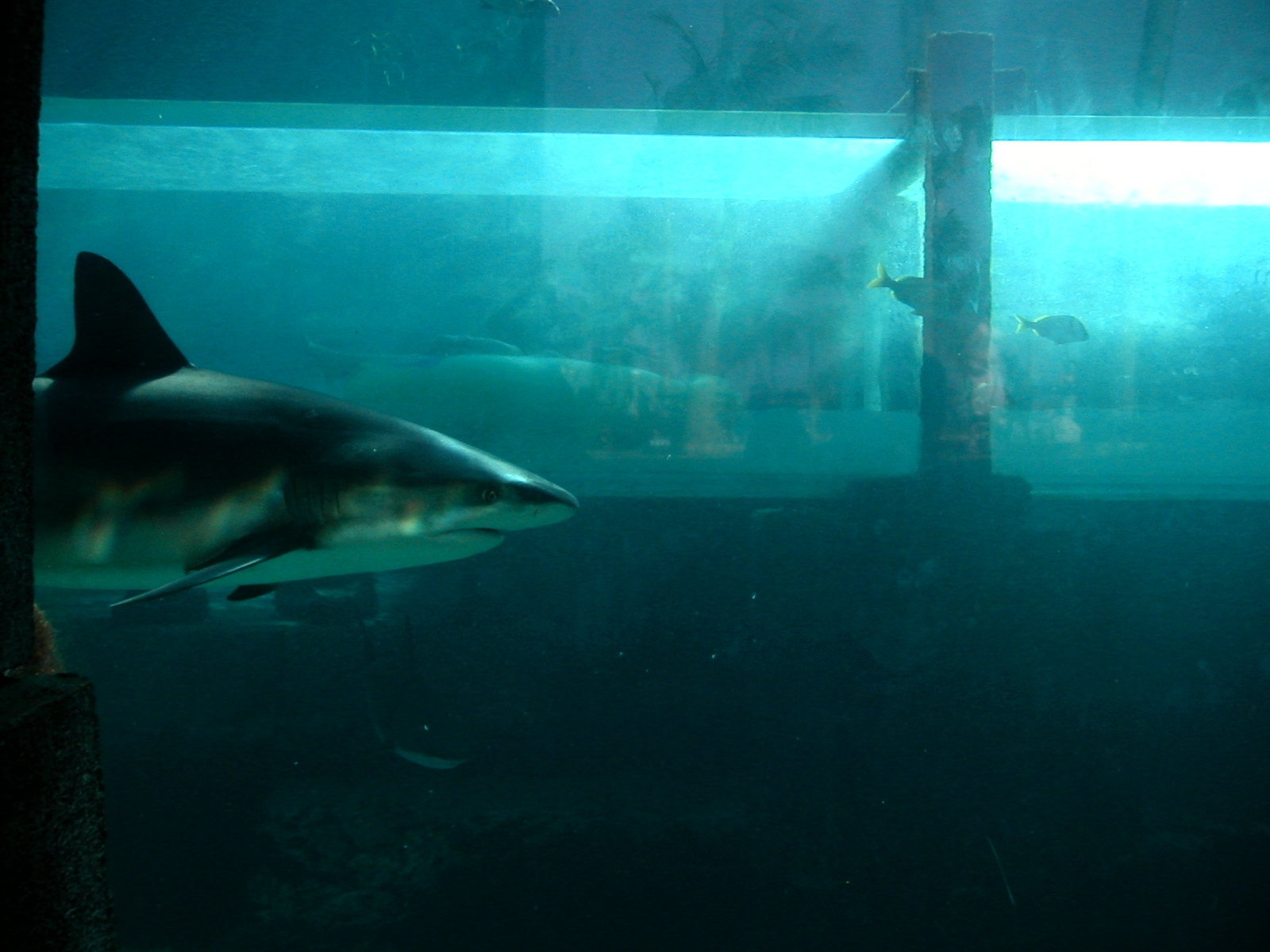
Tiburón gris en el complejo de Atlantis.
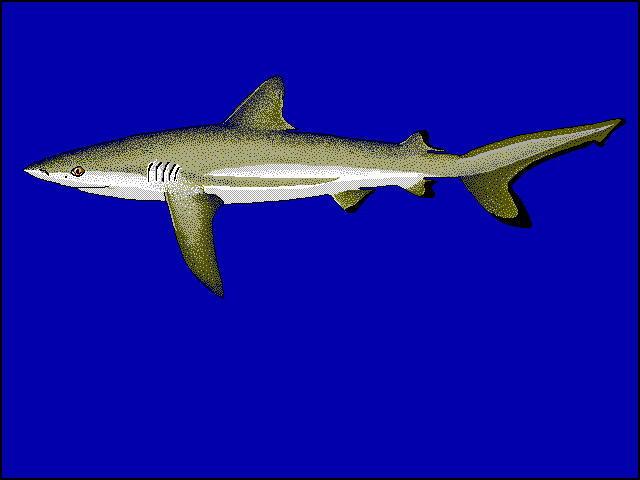
Dibujo de la silueta.